# Huma Abedin
Huma Mahmood Abedin (Kalamazoo, Míchigan, 28 de julio de 1976) es una asesora política estadounidense. A los 19 años logró una plaza de pasante en el equipo de trabajo de la primera dama Hillary Clinton. Desde entonces la ha acompañado en las diversas etapas que ha atravesado y está considerada por los medios como una de sus personas de mayor confianza.

## Biografía
Su padre, Syed Abedin (1928-1993), era un erudito de origen indio, que trabajó como profesor invitado en la Universidad Rey Abdulaziz de Arabia Saudí a principios de los años 70. Su madre, Saleha Mahmood Abedin, de origen paquistaní, fue profesora de sociología en la facultad Dar Al-Hekma de Yeda. La familia de Huma se trasladó de Míchigan a Arabia Saudí en 1978, cuando ésta tenía dos años. Allí se crio hasta los 18 años cuando regresó a Estados Unidos para graduarse en la Universidad George Washington. 
A los 19 años obtuvo una plaza de pasante en el equipo de la primera dama de la Casa Blanca, Hillary Clinton, y al final del mandato presidencial la ya ex primera dama la incorporó al equipo con el que arrancaba su carrera política para conquistar primero un escaño en el Senado por el estado de Nueva York. Primero asumió el cargo de asistente personal y años más tarde fue promocionada a jefa de personal en el equipo de campaña de campaña de Clinton por la nominación demócrata en disputa con Barack Obama para la elección presidencial de 2008.
Cuando Hillary Clinton fue nombrada secretaria de Estado en 2009 Abedin fue nombrada subjefa de personal del departamento, con un tratamiento especial que le permitía ejercer de consultora para clientes privados y trabajar desde Nueva York, donde vivía con su esposo, Anthony Weiner.
Al abandonar Clinton el gabinete, Abedin se encargó de dirigir el proceso de relevo y el traspaso de poderes a John Kerry y la transición de Clinton a la vida privada y a continuación se colocó en la Fundación Clinton, donde asesoraba también como especialista en asuntos de Oriente Medio. 
Para entonces, la revista Time ya la incluyó en una clasificación de líderes políticos ascendentes menores de 40 años.
Cuando en 2015 Hillary Clinton se postuló para la presidencia de Estados Unidos, Abedin formó parte del equipo fundador de la campaña. Formalmente está por debajo de John Podesta en la estructura jerárquica, pero es ella quien acompaña a la candidata a todas partes.
Cuando Donald Trump propuso prohibir la entrada de musulmanes a Estados Unidos, Abedin hizo pública una carta presentándose como “una musulmana orgullosa” y calificando al candidato republicano de “racista”.

## Polémicas
Congresistas republicanos la han denunciado como una "infiltrada" de los Hermanos Musulmanes y un peligro para la seguridad nacional por sus conexiones familiares con Arabia Saudí. Su padre fue director del Instituto de Asuntos Islámicos y de su publicación, el Journal of Muslim Minority Affairs en Arabia Saudí bajo el patrocinio de Abdullah Omar Nassef, destacado dirigente de los Hermanos Musulmanes y posteriormente su madre ocupó el cargo.
Por otro lado, a causa del nuevo escándalo sexual protagonizado por su marido Anthony Weiner, esta vez cuando se postulaba para alcalde de Nueva York, Huma renunció a su puesto de jefe de gabinete del Departamento de Estado. Según algunos medios de comunicación Hillary ideó entonces una forma de contratación externa que le permitía compartir su trabajo de asesora en la administración con otros dos, en la Fundación Clinton y la banca Teneo, lo que le reportaba unos ingresos tan altos que fueron catalogados como "éticamente reprobables" por sus críticos en el Congreso. Fue acusada además no solo de haber tenido todas las facilidades para lograr el empleo, sino de filtraciones de información privilegiada.

## Vida privada
En junio de 2010 se casó con Anthony Weiner entonces congresista de Nueva York que tuvo que renunciar a su escaño en 2011 por un escándalo sexual. Huma que estaba embarazada de pocos meses se separó temporalmente pero este le pidió perdón y regresó. Posteriormente Weiner se postuló para alcalde de Nueva York y sus posibilidades decayeron a causa de otro escándalo similar que obligaron a Huma Abedin a dejar su cargo oficial en el Departamento de Estado de los Estados Unidos.  La pareja tiene un hijo que nació en 21 de diciembre de 2011.
En agosto de 2016, Abedin anunció su separación a causa de las continuas historias relacionadas con el sexting. En la primavera de 2017 Abedin inició los trámites para su petición de divorcio junto a la petición de plena custodia de su hijo Jordan.
Posterior a su divorcio no se tuvieron noticias sobre relaciones sentimentales conocidas sino hasta julio de 2022, donde se confirma que comienza una relación con Bradley Cooper.